# John Otto
John Otto est un musicien américain né le 22 mars 1977. Connu comme batteur du groupe Limp Bizkit, il est le cousin du bassiste du groupe Sam Rivers.

## Biographie
Il grandit comme son cousin Sam Rivers à Jacksonville, Floride. Il grandit en écoutant du Jazz et du Metal et choisit très vite la batterie comme instrument de prédilection. Il tourna dans un groupe de jazz jusqu'à être appelé par son cousin qui lui proposait un nouveau projet musical : Limp Bizkit. Otto n'hésite pas.
John Otto est le membre le plus discret du groupe, silencieux dans les interviews qu'a données le groupe au complet, il est cependant très doué et inventif dans son jeu de batterie[réf. souhaitée]. Joueur complet, il n'est pas restreint au style heavy métal, et son style est totalement différent dans des morceaux comme “Everything”. Il a participé plus concrètement que les autres membres de Limp Bizkit à l'élaboration de “New Old Songs”, en refaisant toutes les parties de batterie nécessaires[réf. souhaitée] Il déclara récemment que son jeu allait se transformer radicalement pour le prochain album[réf. souhaitée].

## Discographielimp bizkit
- 1997 : Three Dollar Bill, Yall
- 1999 : Significant Other
- 2000 : Chocolate Starfish and the Hotdog Flavored Water
- 2001: New Old Songs
- 2003: Results May Vary
- 2005 : The Unquestionable Truth (Part 1)
- 2005 : greatest hits
- 2011 : Gold Cobra

- 2021 : Still Sucks

## Télévision
- 2022: Come Dance with Me (TV series) saison 1 épisodes 1 à 3. avec Ava Otto

## Collaborations
- 2016:: Dope D.O.D. - The Crows Call ft. John Otto (Limp Bizkit)